# Đường cao tốc S12 (Ba Lan)
Expressway S12 hoặc Đường cao tốc S12 (bằng tiếng Ba Lan Droga ekspresowa S12) là một con đường lớn ở Ba Lan đã được quy hoạch để chạy từ Piotrkow Trybunalski, thông qua Radom, Lublin và Chelm, đến biên giới qua với Ukraine tại Dorohusk. Tuyến đường hoàn thành có tổng chiều dài khoảng 328 km (204 mi). Kể từ Mùa hè 2018, phần mở cửa cho giao thông chạy từ Puławy đến Lublin.

## Các phần của đường cao tốc
- Đoạn Puławy -Lublin-Piaski, một phần của nó được đồng ký kết với đường cao tốc S17, bao gồm đường tránh quanh Lublin 
  - Giai đoạn đầu: đường vòng Puławy (12,7 km (7,9 mi)  với cầu John Paul II (51°26′10″B 21°54′32″Đ / 51,436°B 21,909°Đ). Khai trương năm 2008.
  - Giai đoạn thứ hai: đường tránh Puławy đến Kurów West, dài 11.8 km,[1] đã mở cửa cho giao thông vào ngày 22 tháng 8 năm 2018.[2]
  - Tây Kurów - Lublin Felin - dài 55 km, được mở trong các giai đoạn tháng 5 năm 2013, tháng 9 năm 2014 và tháng 10 năm 2014. Phần này được đồng ký với S17.
  - Lublin Felin - Tây Piaski - 13.8 km được xây dựng bằng cách nâng cấp đường hai chiều hiện có, được mở dưới dạng đường cao tốc vào tháng 7 năm 2013. Đồng ký hợp đồng với S17.
  - Tây Piaski - Đông Piaski (bỏ qua Piaski) - 4.2 km   đường tránh được xây dựng năm 2004. Đồng ký hợp đồng với S17.

## Tương lai
Một tài liệu phác thảo sự phát triển cơ sở hạ tầng giao thông trong tương lai do chính phủ Ba Lan ban hành vào tháng 8 năm 2014 dự kiến rằng con đường sẽ hoàn thành đầy đủ vào năm 2023. Phần hình thành đường tránh Chełm có thể sẽ được xây dựng đầu tiên.